# Conventions (composition d'études d'échecs)
Pour les articles homonymes, voir Convention.
L'étude d'échecs appartient au domaine du problème d'échecs au sens large et plus généralement à celui de la composition échiquéenne, que l'on appelle également échecs artistiques. À ce titre, elle suit un petit nombre de conventions qu'il est utile de préciser.